# Network Rail
Network Rail és una empresa que posseeix i opera infraestructura ferroviària al Regne Unit. El principals clients de Network Rail són les operadores privades de trens (TOC), responsables del transport de passatgers. Network Rail no executa directament serveis de passatgers.